# Попов, Иван Васильевич (большевик, 1885)
Иван Васильевич Попов (1885 — 1961) — российский и советский политик, революционер, судья. Член Верховного суда Крыма (1934—1955). Член РСДРП (с 1904 года).

## Биография

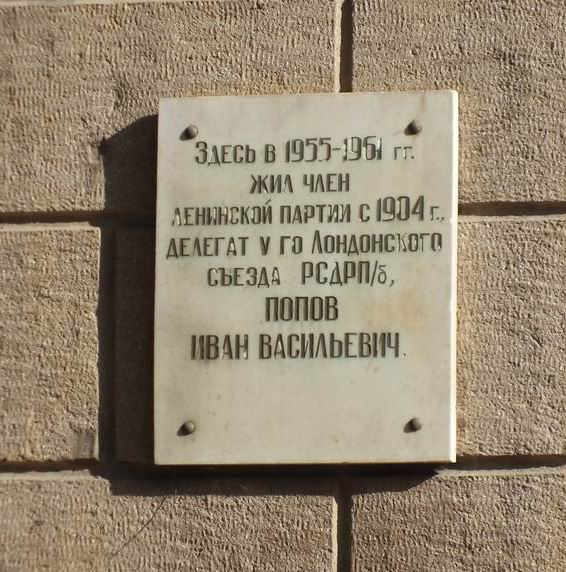
Мемориальная доска Ивану Попову, 2017 год

Родился в 1885 году. Учился в Смоленской воскресной рабочей школе. Работал на заводе Речкина и Главных вагонных мастерских Николаевской железной дороги в Санкт-Петербурге. С 1904 году участвовал в деятельности Российской социал-демократической рабочей партии Невского района Санкт-Петербурга. Участвовал в событиях революции 1905—1907 годов. Один из участников шествия, получившего название «Кровавое воскресенье». В 1905 году стал членом Петербургского совета рабочих депутатов. Позднее был арестован. Заключение отбывал в «Крестах» и Пересыльной тюрьме.
С 1908 по 1916 год находился в эмиграции. Участвовал в V съезде РСДРП в Лондоне. Вернувшись в Россию, состоял в Петроградской организации РСДРП. В разные годы встречался с Владимиром Лениным.
Позднее переехал в Симферополь, чекист. С 1934 по 1945 год — член Верховного суда Крымской АССР, а затем до 1955 год — областного. Проживал в доме на углу улиц Пушкина и Ушинского. Поддерживал отношения с Иваном Козловым.
Скончался в 1961 году.

## Память
В 1970 году улица Неглиннская в посёлке Грэсовский была переименована в честь Ивана Попова.
На доме (ул. Ушинского, 6 / ул. Пушкина, 2), где проживал Попов, была установлена мемориальная доска с текстом: «Здесь в 1955—1961 гг жил член Ленинской партии с 1905 г., делегат V-го съезда РСДРП(Б) Попов Иван Васильевич».